# Монастероло (Кремона)
Монастероло је насеље у Италији у округу Кремона, региону Ломбардија.
Према процени из 2011. у насељу је живело 78 становника. Насеље се налази на надморској висини од 57 м.